# 이거이 디아너
이거이 디아너(헝가리어: Igaly Diána, 1965년 1월 31일~2021년 4월 8일)는 헝가리의 사격 선수로 주 종목은 스키트이다. 올림픽에 4회 출전하여 2000년 하계 올림픽에서 여자 스키트 종목 동메달, 2004년 하계 올림픽에서 사격 여자 스키트 종목 금메달을 획득했다.
2021년 4월 8일 코로나바이러스감염증-19로 사망하였다.

## 경력
올림픽
- 1992 아테네 사격 혼성 스키트 42위
- 2000 시드니 사격 여자 개인 스키트 동메달
- 2004 아테네 사격 여자 개인 스키트 금메달
- 2008 베이징 사격 여자 개인 스키트 11위